# منطقة جاكرتا العاصمة
منطقة جاكرتا العاصمة (وتعرف اختصارًا لكل من: جاكرتا - بوكور - ديبوك - تانقيرانغ - بيكاسي - بونشاك - سيانجور) هي المنطقة الحضرية الأكثر اكتظاظًا بالسكان في إندونيسيا. تشمل العاصمة الوطنية جاكرتا المدينة الأساسية، فضلا عن خمس مدن كبرى وأربع مقاطعات. يرجع تاريخ المصطلح الأصلي إلى «جابوتابيك» في أواخر السبعينيات من القرن العشرين، وتم تنقيح الاسم إلى «جابوديتابيك» في عام 1999 عندما تم إدراج لفظ «دي» لـ «ديبوك» في الاسم بعد تشكيله. تمت المصادقة على المصطلح «جابوديتابيك بنجور» أو «جابوديتابيك جور» بموجب اللائحة الرئاسية رقم 54 لعام 2008.
تضم المنطقة جاكرتا وأجزاء من مقاطعتي جاوة الغربية وبانتن، وتحديداً المقاطعات الثلاث بيكاسي ريجنسي وبوغور ريجنسي في جاوة الغربية، وتانجيرانج ريجنسي في بانتين. شملت المنطقة أيضا بوجور، ديبوك، بيكاسي، تانجيرانج ومدينة جنوب تانجيرانج. اسم المنطقة مأخوذ من أول حرفين (أو ثلاثة أحرف) من اسم كل مدينة: من جاكرتا، بوجور، ديبوك، تانغيرانغ، بيكاسي.
بلغ عدد سكان منطقة العاصمة جاكرتا التي تبلغ مساحتها 6.343 كيلومتر مربع (2.449 ميل مربع) 31.6 مليونًا وفقًا لتعداد إندونيسيا 2015، مما يجعلها أكثر المناطق اكتظاظًا بالسكان في إندونيسيا، بالإضافة إلى ثاني أكبر عدد من السكان المناطق الحضرية في العالم بعد طوكيو. ارتفعت نسبة السكان في منطقة العاصمة جاكرتا إلى السكان الوطنيين من 6.1 ٪ في عام 1961 إلى 11.26 ٪ في عام 2010.
المنطقة هي مركز الحكم والثقافة والتعليم والاقتصاد في إندونيسيا. جذبت المنطقة الكثير من الناس من جميع أنحاء إندونيسيا للحضور والعيش والعمل فيها. قوتها الاقتصادية تجعل منطقة العاصمة جاكرتا المركز الأول في البلاد للتمويل والتصنيع والتجارة.
تأسست المنطقة في عام 1976 من خلال التعليمات الرئاسية رقم 13 استجابة للاحتياجات للحفاظ على تزايد عدد السكان في العاصمة. أنشأت الحكومة الإندونيسية هيئة تعاون جابوتابيك (بادان كيرجاساما بيمبانجونان) للأمانة المشتركة لحكومة جاكرتا ومقاطعة جاوة الغربية.

## جاكرتا الكبرى
يشير المصطلح العام لجاكرتا الكبرى إلى المنطقة الحضرية المحيطة بجاكرتا، ولا يتعلق بأي تسميات رسمية أو إدارية. على العكس اعتمادا على السياق فقد يشير إلى المنطقة المبنية حول جاكرتا.

## التركيبة السكانية
من بين السكان يعيش حوالي 10.135 مليون في جاكرتا في إحصاء شهر يناير عام 2014، حوالي 8.84 مليون في مدن بوكور الخمس وديبوك وبيكاسي وتانجيرانج وجنوب تانجيرانج، وحوالي 11.115 مليون في المقاطعات الثلاث (بيكاسي ريجنسي، تانجيرانج ريجنسي وبوكور ريجنسي). يتزايد عدد السكان بشكل مطرد بسبب الهجرة من أجزاء أخرى من إندونيسيا إلى منطقة العاصمة. كما انخفضت نسبة سكان المدينة الأساسية جاكرتا إلى إجمالي سكان المنطقة الحضرية بشكل ملحوظ. في عام 2010 كان عدد سكان جاكرتا 35.5 ٪ فقط من إجمالي سكان منطقة العاصمة جاكرتا، واستمر هذا الاتجاه من الانخفاض من 54.6 ٪ في عام 1990 إلى 43.2 ٪ في عام 2000. كان هناك تحول في وصول الوجهة للمهاجرين القادمين من مدينة جاكرتا إلى مدن أخرى في منطقة العاصمة جاكرتا. اليوم يتركز حوالي 20 ٪ من سكان المناطق الحضرية في إندونيسيا في منطقة العاصمة جاكرتا.

## الاقتصاد
في الوقت الحاضر لا يزال دور منطقة العاصمة جاكرتا في الاقتصاد الوطني هو المهيمن على الرغم من أن سياسة اللامركزية قد تم تنفيذها منذ عصر ما بعد سوهارتو في إندونيسيا في عام 1998. تمثل المنطقة 25.52 ٪ من إجمالي الناتج المحلي الإجمالي وحوالي 42.8 ٪ من إجمالي الناتج المحلي الإجمالي لجزيرة جاوة في عام 2010. يوجد في وسط جاكرتا وجنوب جاكرتا وبكاسي 4.14٪ على التوالي 3.78 ٪ و 2.11 ٪ من إجمالي الناتج المحلي الإجمالي. هناك ثلاثة قطاعات مهيمنة تساهم بشكل كبير في إجمالي الناتج المحلي لمنطقة جاكرتا الحضرية والتي تشمل: القطاع الصناعي (28.36٪)، القطاع المالي (20.66٪) بالإضافة إلى قطاعات التجارة والفنادق والمطاعم (20.24٪). بناءً على مساهمة كل قطاع في إجمالي الناتج المحلي الإجمالي في عام 2010، ساهمت منطقة العاصمة جاكرتا بنسبة 41.87 ٪ لقطاع التمويل، 33.1 ٪ للبناء والتشييد، وكذلك 30.86 ٪ للنقل.
تعتبر المراكز التجارية والتجارية الرئيسية «المثلث الذهبي» في وسط جاكرتا عامل كبير في هيمنة الاقتصاد المحلي على مجمل تجارة إندونيسيا. يُعرف المثلث الذهبي لجاكارتا أيضًا بالنسبة للمغتربين والسكان المحليين كمركز للحياة في المدينة. هناك عدد لا يحصى من المحلات الراقية والمطاعم الفاخرة والمقاهي ومراكز التسوق. يعد كلابا غادين أحدث حي مركز تجاري يحاكي نمط حياة ومناطق سكنية حضارية، يقع في الجزء الشمالي الشرقي من مدينة جاكرتا. لديه العديد من الحانات وأماكن الترفيه التي تفتح حتى وقت متأخر من الليل.
نتج عن تطوير المناطق السكنية واسعة النطاق والمجمعات الصناعية في منطقة العاصمة جاكرتا عن طريق تطوير البنية التحتية، لا سيما الطرق وخطوط السكك الحديدية. تم بناء ضواحي صناعية في منطقة جاكرتا الحضرية، ولا سيما في شيكارانج موطن عشرات المدن الصناعية التي تضم أكثر من 2500 شركة صناعية. احتلت منطقة شيكارانج الصناعية مساحة إجمالية قدرها حوالي 11.000 هكتار وأصبحت أكبر تركيز لأنشطة التصنيع في جنوب شرق آسيا. توجد العديد من الشركات الأجنبية في شيكارانج الصناعية من دول اليابان وكوريا الجنوبية والصين والولايات المتحدة وسنغافورة.